# Stazione di Germagnano
La stazione di Germagnano è una stazione della ferrovia Torino-Ceres. Serve il comune di Germagnano, nella città metropolitana di Torino.
Precedemente gestita dal Gruppo Torinese Trasporti (GTT), dal 1 gennaio 2024 è gestita da Rete Ferroviaria Italiana (RFI).

## Storia
Costruita nel 1915 secondo il progetto dell'ing. Alberto Scotti, ha un corpo principale a tre piani fuori terra con tetto a falde in legno e rivestimento in lose; la struttura dell'edificio è in mattoni e cemento armato; sulla banchina vi è una pensilina in legno, a falda unica, con manto di lamiera. Essa venne anche raccordata con la Cartiera di Germagnano, sul binario di tale raccordo oggi giacciono una Automotrice FS ALn 668 e una Rimorchiata FS Ln 664.1400 in livrea originale della Canavesana (Automotrice SATTI ALn 668 e rimorchiata Ln 664)
Al piano terra dell'edificio, costruito in stile liberty, è presente un grande ingresso con biglietteria, sale d'attesa di prima e seconda classe, deposito bagagli ed ufficio del capostazione, mentre ai piani superiori vi è l'alloggio.

## Impianti
La stazione è fornita di un fabbricato merci in muratura con tetto in legno e rivestimento in lamiera; vi sono poi una rimessa in cemento armato per i convogli ed una tettoia coperta.
La stazione ha 2 binari passanti più un piazzale di 2 tronchi per la sosta dei vagoni adiacente al fabbricato merci.

## Movimento
Dalla sua riapertura, avvenuta il 20 gennaio 2024, la stazione è stata servita da treni regionali per Cirié in servizio sulla relazione denominata Linea A del Servizio ferroviario metropolitano di Torino operati da Trenitalia nell'ambito del contratto di servizio stipulato con la Regione Piemonte e dagli autobus sostitutivi per Ceres. Dal 4 maggio 2025, Germagnano è diventata il nuovo capolinea delle linee SFM 4 ed SFM 7 (quest'ultima solo nei festivi), provenienti rispettivamente da Alba e Fossano, che hanno di fatto sostituito la SFM A.

## Servizi
La stazione dispone di:
- Biglietteria automatica
- Capolinea autolinee
- Bar
- Sala d'attesa
- Servizi igienici